# Max Verstappen
Max Emilian Verstappen (ur. 30 września 1997 w Hasselt) – holenderski kierowca wyścigowy, czterokrotny mistrz świata Formuły 1 w sezonach 2021, 2022, 2023, 2024.
W wieku 17 lat i 166 dni został najmłodszym kierowcą, który uczestniczył w wyścigu Formuły 1. Jego debiutanckim wyścigiem było Grand Prix Australii 2015 dla Scuderii Toro Rosso. Jest także najmłodszym kierowcą, który zdobył najszybsze okrążenie, miejsce na podium oraz wygrał wyścig Formuły 1.
Verstappen, tak jak większość kierowców zaczął karierę od kartingu, zdobywając kilka tytułów krajowych, dwa tytuły mistrza Europy i tytuł mistrza świata w 2013 roku. Rok później startował w serii Florida Winter Series – tam pięciokrotnie stanął na podium, trzykrotnie startował z pole position i wygrał dwa wyścigi. W tym samym roku startował w Europejskiej Formule 3, dziesięciokrotnie zwyciężając i stając na podium szesnastokrotnie – to dało mu trzecie miejsce, przegrywając w klasyfikacji z Estebanem Oconem i Tomem Blomqvistem.
Od 2015 startuje w Formule 1. Pierwszy sezon spędził w zespole Toro Rosso, który reprezentował także w czterech pierwszych rundach sezonu 2016. Tuż przed Grand Prix Hiszpanii 2016 został awansowany do zespołu Red Bull Racing.
3 września 2023 roku wygrał 10. wyścig Formuły 1 z rzędu bijąc przy tym dotychczasowy rekord Sebastiana Vettela (9 zwycięstw) w liczbie kolejnych zwycięstw w sezonie.

## Życiorys

### Karting
Verstappen rozpoczął jazdę w kartingu mając 4,5 roku. Swój pierwszy sukces odniósł w 2005 roku, gdzie zajął drugie miejsce w mistrzostwach w belgijskiej prowincji Limburgia, gdzie startował w kategorii Mini Junior. W latach 2006–2008 zdobywał mistrzostwa Belgii startując w serii Rotax Max, w kategorii Minimax, po drodze zdobywając w 2007 tytuł mistrza Holandii, jeżdżąc dla ekipy prowadzonej przez jego ojca. W latach 2008–2009 zdobywał tytuły mistrza Belgii – w 2008 w kategorii Cadet, a rok później – w klasie KF5, jako kierowca zespołu Team Pex Racing, klienckiej ekipy CRG, w którym także wywalczył tytuł mistrza Flandrii w kartingu w 2009.
W 2010 startuje poza granicami Belgii i Holandii, podpisując kontrakt z fabrycznym zespołem CRG – zdobywa drugie miejsce w Pucharze Świata CIK-FIA w klasie KF3, za Alexandrem Albonem. Uczestniczył także w serii WSK World Series, gdzie zwyciężył w klasyfikacji generalnej, wyprzedzając o 33,5 punktu Roberta Vișoiu. W 2011 ponownie zwyciężył w WSK World Series w gokarcie CRG, napędzonym silnikiem Parilla. Rok później Holender został wybrany do programu kierowców Interpid, startując w klasie KF2 i KZ2. Wygrał serię WSK World Series w klasie KF2, wyprzedzając kierowcę fabrycznego zespołu CRG, Felice’a Tiene’a. Bierze również udział w siedemnastej edycji South Garda Winter Cup, zwyciężając w wyścigu, pokonując Dennisa Olsena i Antonio Fuoco. Po roku ogłoszono zakończenie współpracy Interpid z Verstappenem oraz startuje w wyścigu SKUSA SuperNationals w klasie KF2, gdzie zajął 21. miejsce. Potem ogłoszono zakończenie współpracy ekipy z Verstappenem.
W 2013 powrócił do fabrycznego zespołu CRG – wywalczył on Mistrzostwo Europy w klasie KF i KZ. W wieku 15 lat został w Varennes-sur-Allier kartingowym mistrzem świata w klasie KZ1, najwyższej kategorii kartingowej.

### Samochody jednomiejscowe
Pierwsze doświadczenie Verstappena z samochodem jednomiejscowym miało miejsce 11 października 2013 na torze Pembrey Circuit, gdzie przejechał 160 okrążeń w samochodzie Barazi-Epsilon FR2.0-10, obsługiwanego przez ekipę Manor MP Motorsport. W tym samym roku testował dla pięciu zespołów startujących w Europejskim Pucharze Formuły Renault 2.0, w tym też dla ówczesnego mistrza wśród zespołów, Tech 1 Racing. 11 grudnia 2013 testował Dallarę F311, samochód Formuły 3 obsługiwany przez ekipę Motopark Academy. W grudniu 2013 miał miejsce kolejny test w samochodzie Formuły Renault, tym razem na obiekcie Circuito Permanente de Jerez. Testując dla zespołu Josef Kaufmann Racing okazał się szybszy niż kierowcy, którzy startowali już w tej serii, m.in. Steijn Schothorst czy Matt Parry. Na torze Circuit Ricardo Tormo kierowca okazał się szybszy od doświadczonych kierowców, oraz od Tatiany Calderón i Eddiego Cheevera III.
16 stycznia 2014 ogłoszono, że Verstappen będzie uczestniczył w serii Florida Winter Series, serii organizowanej przez Ferrari Driver Academy. W dwunastu wyścigach Holender pięciokrotnie stanął podium, trzykrotnie startował z pole position i wygrał dwa wyścigi.

### Formuła 3

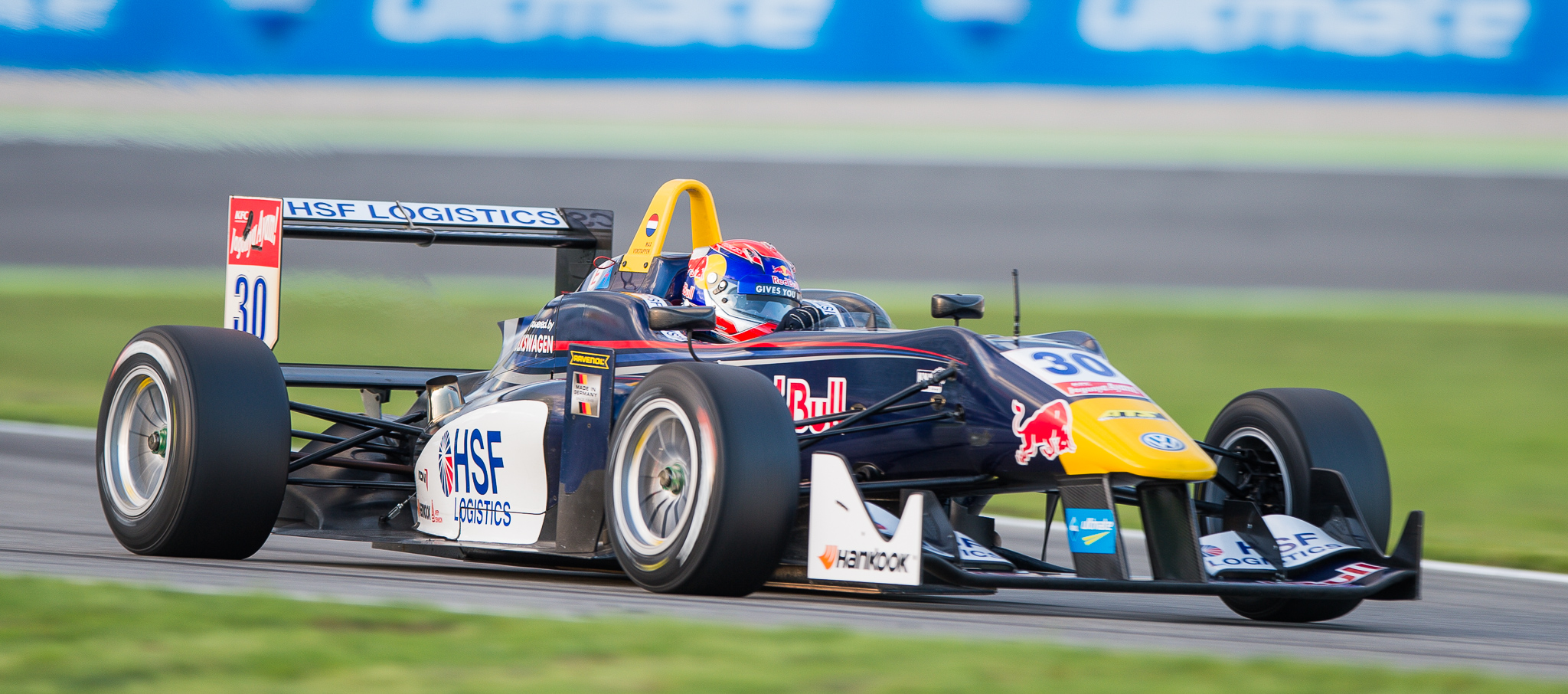
Max Verstappen podczas zawodów Europejskiej Formuły 3 na torze Hockenheimring (2014)

Po występach we Florida Winter Series Holender został kierowcą ekipy Van Amersfoort Racing w Europejskiej Formuły 3, tego samego zespołu, w którym startował jego ojciec. W ciągu 32 wyścigów, w których wystartował, szesnastokrotnie zajmował miejsce na podium, w tym dziesięciokrotnie na jego najwyższym stopniu. Dało mu to w sumie trzecie miejsce, za Estebanem Oconem i Tomem Blomqvistem, chociaż miał więcej zwycięstw niż francuski kierowca.

### Formuła 1
12 sierpnia 2014 poinformowano, że Max Verstappen został członkiem Red Bull Junior Team, choć rzekomo też zainteresowani byli Mercedes, Ferrari i Lotus, aby włączyć Holendra do ich programów juniorskich. Sześć dni później ogłoszono, że Verstappen został kierowcą Scuderii Toro Rosso na sezon 2015. Pierwotnie jego kolegą zespołowym miał zostać Daniił Kwiat, jednak w wyniku przejścia Sebastiana Vettela do Ferrari, i awansu Rosjanina do Red Bull Racing, ostatecznie drugim kierowcą Toro Rosso został Carlos Sainz Jr.
Pierwszy kontakt Maxa Verstappena z samochodem Formuły 1 miał miejsce 26 sierpnia 2014, testując na torze Rockingham Motor Speedway samochód Red Bull RB7 pomalowany w barwy włoskiego zespołu. Pięć dni później wziął udział w pokazach ulicznych w Rotterdamie – podczas tej imprezy kierowca rozbił swój samochód, biorąc na siebie całą winę. 10 września 2014 odbył test na torze Adria International Raceway samochodem Toro Rosso STR7 – przejechał 148 okrążeń, które pozwoliły mu osiągnąć superlicencję.

#### 2014
3 października 2014, w wieku 17 lat i 3 dni wziął udział w piątkowym treningu przed wyścigiem o Grand Prix Japonii 2014, zastępując Jean-Érika Vergne’a. Został tym samym najmłodszym kierowcą, który wziął udział w weekendzie Grand Prix. Holender uzyskał czas 1:38.157, o 2,696 sekund wolniej od Nico Rosberga z Mercedesa, i zaledwie o 0,443 sekundy wolniejszy od Daniiła Kwiata. Verstappen wziął udział także w piątkowych treningach przed Grand Prix Stanów Zjednoczonych i Grand Prix Brazylii, ponownie zastępując Francuza. Ponownie okazał się wolniejszy od rosyjskiego kierowcy, odpowiednio o 0,898 i o 0,104 sekundy.

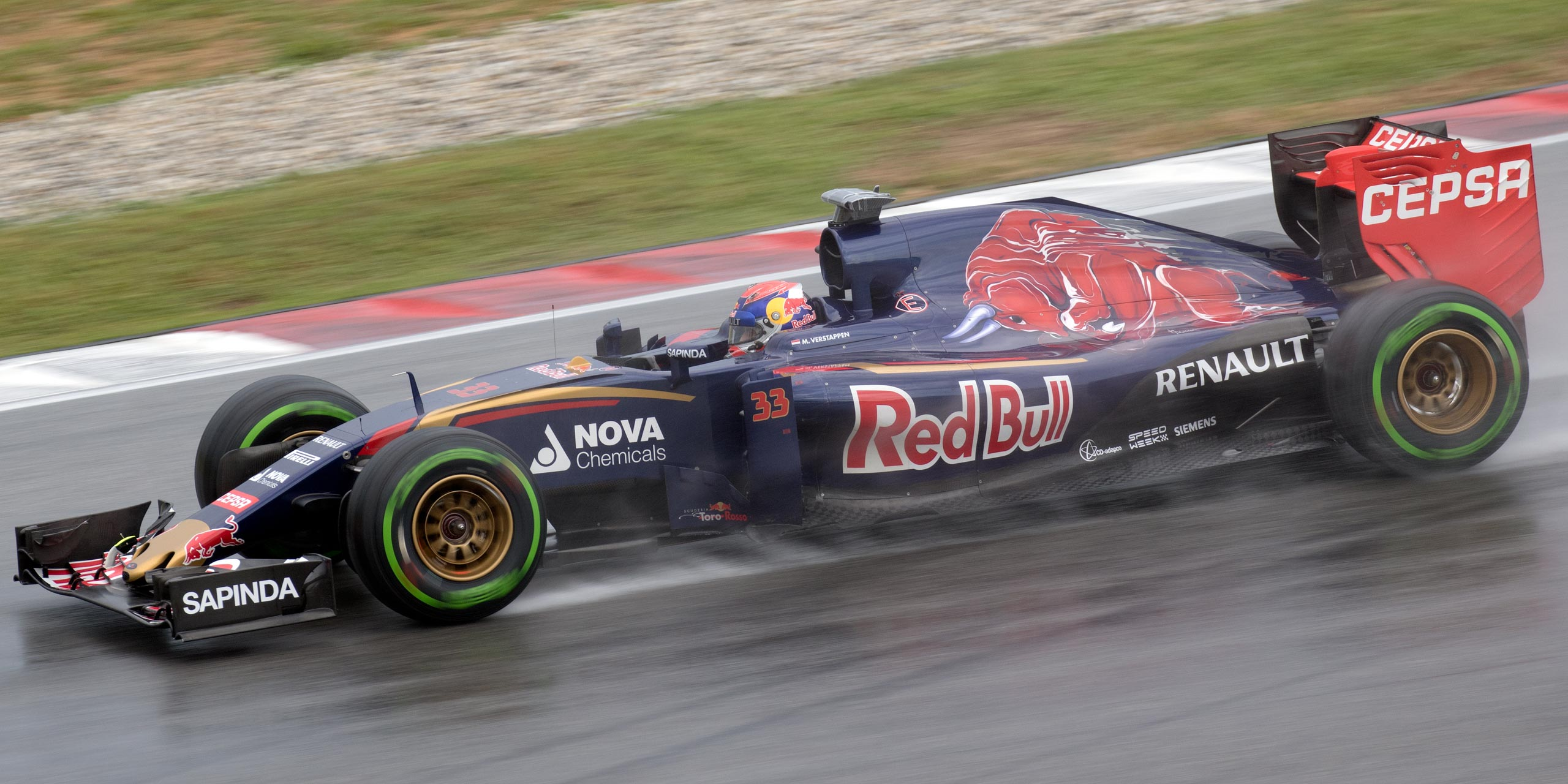
Max Verstappen podczas drugiej części sesji kwalifikacyjnej do Grand Prix Malezji 2015

#### 2015
W styczniu 2015 FIA wprowadziła nowe kryteria przyznawania superlicencji, które weszły od sezonu 2016 – kierowca musi mieć skończone osiemnaście lat, musi posiadać prawo jazdy, mieć znajomość przepisów obowiązujących w Formule 1, dwa lata startów w juniorskich seriach bolidów jednomiejscowych oraz standardowo trzysta kilometrów pokonanych za kierownicą konstrukcji wykorzystywanej w Formule 1. Verstappen stał się najmłodszym kierowcą, który brał udział w wyścigu Formuły 1, przystępując do debiutu na rok przed wprowadzeniem planowanych zmian. Holender jako pełnoprawny kierowca najwyższej serii wyścigowej zadebiutował podczas Grand Prix Australii 2015 – w wieku 17 lat i 166 dni pobił rekord Jaime Alguersuariego. W wyścigu jechał na punktowanym miejscu, lecz z rywalizacji odpadł przez awarię silnika Renault. W kolejnym wyścigu, w Malezji zakwalifikował się na szóstej pozycji i zakończył wyścig na siódmym miejscu – w wieku 17 lat i 180 dni został najmłodszym kierowcą, który zdobył punkty w Formule 1.
Podczas Grand Prix Monako Verstappen spowodował kolizję, uderzając w samochód Romaina Grosjeana z Lotusa eliminując siebie z dalszej rywalizacji. Po wyścigu został skrytykowany przez Felipe Massę i Felipe Nasra – Verstappen w odpowiedzi na krytykę Massy przypomniał mu incydent z Grand Prix Kanady 2014, gdzie doszło do kolizji Brazylijczyka z Sergio Pérezem, wskazując, że wypadek na torze w Monako wyglądał podobnie jak ten na torze Circuit Gilles Villeneuve. W wyniku kolizji Holender otrzymał karę cofnięcia o pięć pozycji na starcie do Grand Prix Kanady, ponadto otrzymał dwa punkty karne. W całym sezonie Holender uzbierał osiem punktów karnych, najwięcej ze wszystkich kierowców startujących w Formule 1 oprócz punktów zdobytych w Monako, został on ukarany na Węgrzech trzema punktami, za wysoką prędkość za samochodem bezpieczeństwa, i w Abu Zabi, za uzyskanie przewagi wyjeżdżając poza tor i ignorowanie niebieskich flag
Ogółem punktował dziesięciokrotnie, a najlepszy występ zanotował na Węgrzech i w Stanach Zjednoczonych, gdzie zajął czwarte miejsce – w klasyfikacji generalnej został sklasyfikowany na dwunastym miejscu z 49 punktami, lepiej od swojego kolegi zespołowego, który uzyskał 18 punktów i był piętnasty. Po sezonie kierowca odebrał podczas Gali FIA w Teatrze Lido w Paryżu trzy wyróżnienia: dla najlepszego młodego kierowcy, dla osobowości roku oraz za najlepszą akcję roku, którą zostało uznane jego wyprzedzanie z Felipe Nasrem, po zewnętrznej zakrętu Blanchimont podczas wyścigu w Belgii.

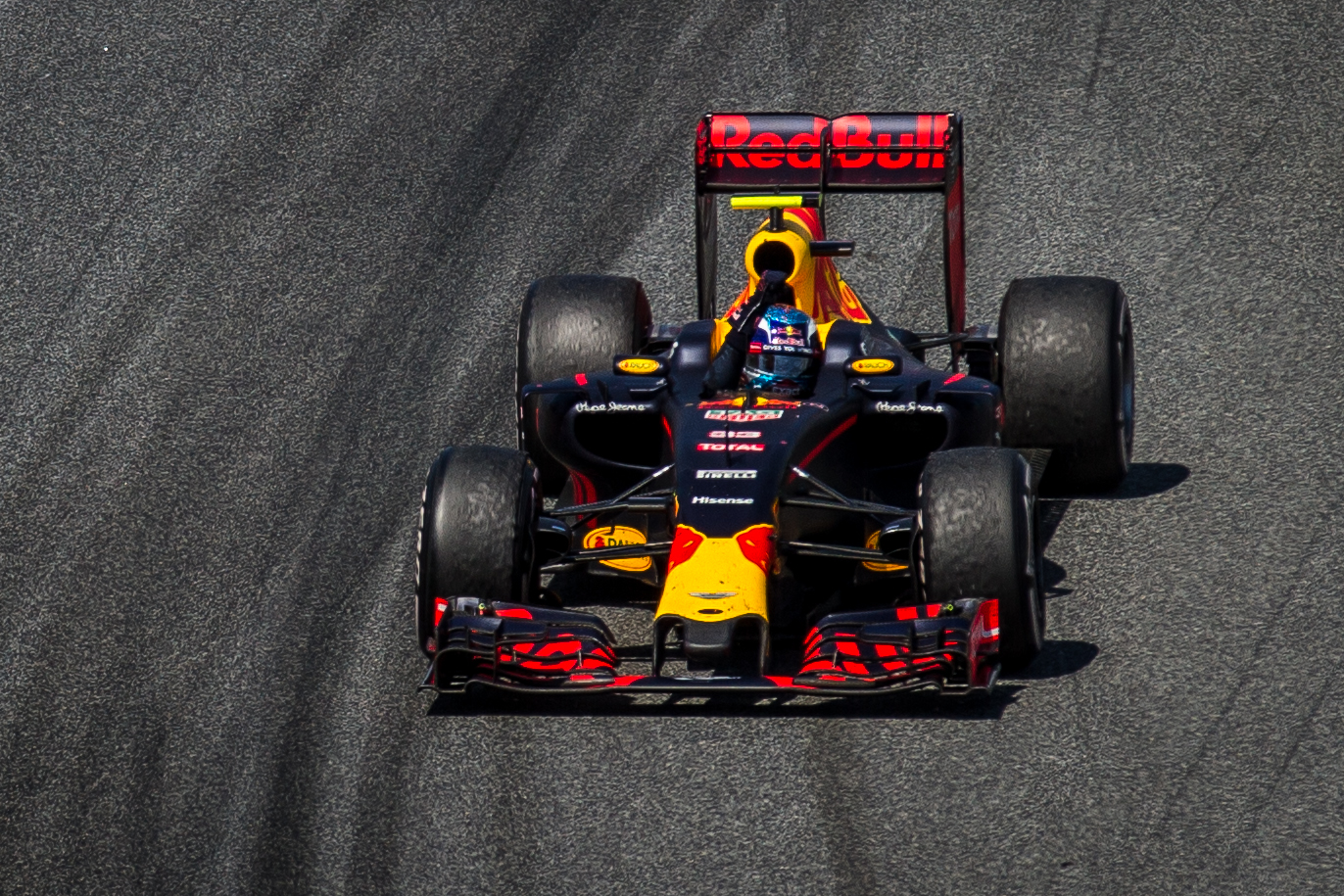
Max Verstappen celebrujący zwycięstwo w wyścigu o Grand Prix Hiszpanii 2016

#### 2016
Zarówno Verstappen, jak i Sainz pozostali w składzie kierowców Toro Rosso na sezon 2016. Do wyścigu w Australii zakwalifikował się na szóstym miejscu, jednak w wyścigu wyraził w komunikatach radiowych swoje niezadowolenie z decyzji o wcześniejszym zjeździe Sainza do alei serwisowej, później domagał się, aby Sainz otrzymał polecenie, by przepuścić Holendra – Hiszpan nie przepuścił Verstappena, który ostatecznie zakończył rywalizację na dziesiątej pozycji. W kolejnych dwóch wyścigach, w Bahrajnie i Chinach zdobywał punkty, zajmując odpowiednio szóste i ósme miejsce. Wyścigu w Rosji nie ukończył ze względu na awarię jednostki napędowej.
Po rundzie na torze Sochi Autodrom ogłoszono, że Max Verstappen od Grand Prix Hiszpanii będzie kierowcą Red Bull Racing, zamieniając się miejscami z Daniiłem Kwiatem. Do wyścigu na torze Circuit de Barcelona-Catalunya zakwalifikował się na czwartej pozycji, za Nico Rosbergiem i Lewisem Hamiltonem i swoim kolegą zespołowym, Danielem Ricciardo. W wyścigu wykorzystał moment kolizji kierowców niemieckiego producenta, również strategię, gdyż dwukrotnie znalazł się w alei serwisowej, o jeden mniej niż Ricciardo, ponadto na ostatnich okrążeniach rywalizował zaciekle z Räikkönenem, wychodząc z tego pojedynku zwycięsko. W ostatecznym rozrachunku Holender wyprzedził o 0,616 sekund fińskiego kierowcę, a podium uzupełnił Sebastian Vettel, który stracił 5,581 sekund do Verstappena. Tym samym, w wieku 18 lat i 228 dni został najmłodszym kierowcą, który wygrał wyścig Formuły 1, prowadził wyścig i najmłodszym kierowcą, który stanął na podium wyścigu. Został także pierwszym holenderskim kierowcą, który wygrał wyścig Formuły 1. W pierwszych ośmiu wyścigach dla Red Bulla sześciokrotnie znajdował się w czołowej piątce wyścigu, zdobywając cztery miejsca na podium.
Podczas wyścigu o Grand Prix Belgii doszło do kontaktu, pomiędzy nim a kierowcami Ferrari, wobec czego Vettel obrócił swój samochód, a Räikkönen i Verstappen zjechali na pit stop celem wymiany uszkodzonych elementów. Następnie kierowca swoim defensywnym i agresywnym stylem jazdy przyblokował Fina na prostej Kemmel, przez co Räikkönen stwierdził, że Holender „zamierza spowodować ogromny wypadek prędzej czy później”, natomiast szef austriackiej ekipy, Christian Horner stwierdził, że jazda Verstappena była „na krawędzi”, ale zgodnie z zasadami. 2 września, Charlie Whiting wezwał kierowcę do dyskusji na temat jego stylu jazdy, dając mu delikatne ostrzeżenie. Po Grand Prix Japonii, gdzie holenderski kierowca w wyniku wejścia w zakręt odbił się w lewo i zmusił Lewisa Hamiltona do ucieczki poza tor, FIA postanowiła doprecyzować przepisy dot. zmiany toru jazdy na dohamowaniach. Reprezentant Red Bulla powiedział wówczas, że skargi kierowców są dla niego „śmieszne”, ponadto uznał, że przepisy faworyzują atakującego.
W czasie wyścigu, w Brazylii kierowca po fatalnej decyzji zespołu o założeniu opon przejściowych, w momencie kiedy deszcz coraz mocniej padał szybko nadrabiał straty do innych kierowców, i ostatecznie ukończył wyścig na trzeciej pozycji – jego występ został doceniony m.in. przez Toto Wolffa, Niki Laudę i ojca kierowcy, Josa Verstappena, a Christian Horner stwierdził, że „jest jednym z najlepszych kierowców, jakiego widział w Formule 1". Jednakże został skrytykowany przez Vettela, który twierdził, że Verstappen na zakręcie Juncao zepchnął go poza tor, i dzięki temu zyskał przewagę, jednak stewardzi nie podzielili zdania Vettela. Podczas wyścigu wykonał również najszybsze okrążenie, zostając najmłodszym kierowcą, który wykonał najszybsze okrążenie w wyścigu, mając 19 lat i 44 dni. Ostatecznie, w całym sezonie uzbierał 204 punkty i został sklasyfikowany na piątej pozycji. W całym roku odebrał trzy nagrody – Trofeum Lorenzo Bandiniego oraz dwa wyróżnienia na Gali FIA w Wiedniu – za osobowość roku i najlepszą akcję roku, którą wybrano wyprzedzenie Nico Rosberga na zakręcie Curva do Sol.

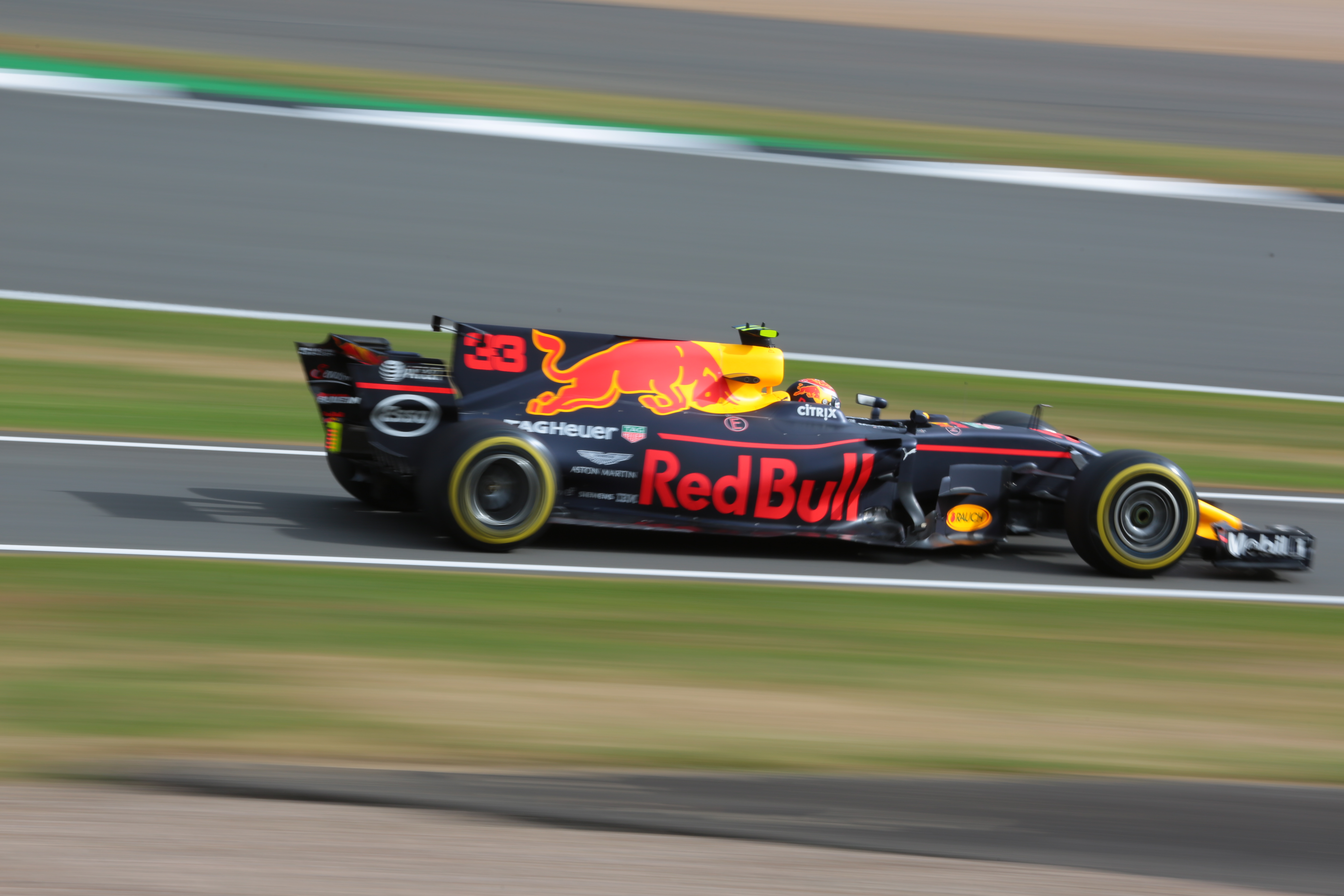
Max Verstappen podczas Grand Prix Wielkiej Brytanii 2017

#### 2017
Max Verstappen i Daniel Ricciardo stanowili skład Red Bull Racing w sezonie 2017. W pierwszych czternastu wyścigach, zdołał siedmiokrotnie znaleźć się na punktowanych pozycjach, w tym na najniższym stopniu podium w Chinach. Tyle razy również nie ukończył wyścigów – czterokrotnie z powodu problemów mechanicznych, trzy z powodu kolizji na pierwszych okrążeniach w Hiszpanii, Austrii i Singapurze. Latem Mercedes próbował podpisać kontrakt z Verstappenem na starty w sezonie 2018, jednak według dyrektora niewykonawczego Nikiego Laudy Red Bull zrobił to wcześniej. Verstappen posiadał kontrakt z Red Bullem ważny do sezonu 2019, który przedłużył w październiku o rok.
Podczas Grand Prix Malezji 2017 odniósł swoje drugie zwycięstwo w karierze, a pierwsze w sezonie. W następnej rundzie, w Japonii przegrał z Lewisem Hamiltonem o 1,211 sek. W wyścigu o Grand Prix Stanów Zjednoczonych pierwotnie zajął trzecie miejsce, jednak po wyścigu trzymał pięciosekundową karę za nieprzepisowe ścięcie toru w momencie wyprzedzania Kimiego Räikkönena. Następnie zwyciężył w Grand Prix Meksyku 2017, a w dwóch ostatnich wyścigach sezonu zajmował piąte pozycje. W klasyfikacji kierowców został sklasyfikowany na szóstej pozycji z liczbą 168 punktów.

#### 2018

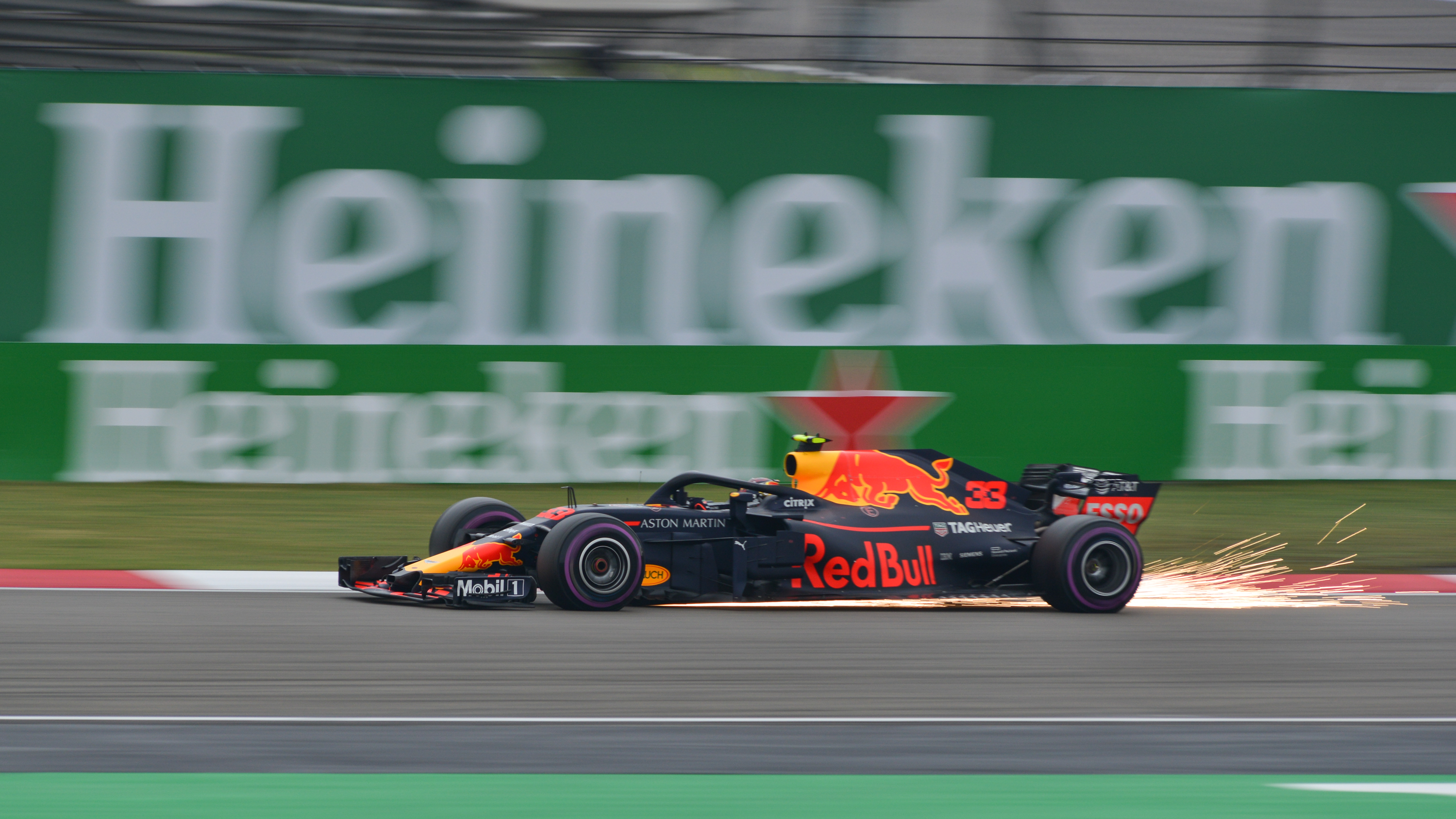
Max Verstappen podczas sesji kwalifikacyjnej do Grand Prix Chin 2018

W pierwszych sześciu wyścigach Holedner brał udział w co najmniej jednym incydencie w każdym wyścigu. Do wyścigu o Grand Prix Australii 2018 ruszał z czwartego pola startowego, ale na starcie został wyprzedzony przez Kevina Magnussena. Próbując odzyskać pozycję kilkukrotnie wyjeżdżał zbyt szeroko i uszkodził samochód, a obrót samochodu spowodował, że Verstappen spadał w klasyfikacji wyścigu, lecz ostatecznie udało się ukończyć wyścig na szóstej pozycji. W sesji kwalifikacyjnej do wyścigu w Bahrajnie miał wypadek i ruszał z 15. pola startowego. W wyścigu awansował na punktowaną pozycję, próbując wyprzedzić Lewisa Hamiltona na początku drugiego okrążenia, jednak zderzył się z kierowcą Mercedesa, a następnie przebił koło, które ostatecznie doprowadziło do uszkodzenia zawieszenia, kończąc przedwcześnie wyścig.
Do wyścigu w Chinach, Verstappen ruszał z piątego pola i pod koniec pierwszego okrążenia awansował na trzecią pozycję. Razem z Danielem Ricciardo doskonale wykorzystali wyjazd samochodu bezpieczeństwa po wypadku Pierre’a Gasly’ego, ponieważ udało im się zmienić opony na miękkie. Podczas próby wyprzedzenia Sebastiana Vettela w walce o trzecią pozycję, Holender zderzył się z Niemcem, powodując spadek na ósme miejsce, otrzymując dziesięciosekundową karę. Wrócił na czwartą pozycję, jednak kara otrzymana w czasie wyścigu spowodowała spadek na piąte miejsce, natomiast jego kolega zespołowy wygrał wyścig. W Azerbejdżanie, Verstappen został uwikłany w walkę o czwartą pozycję ze swoim partnerem zespołowym. Po wielu zmianach pozycji w czasie eliminacji, Australijczyk uderzył w tył samochodu Holendra podczas próby wyprzedzenia, powodując wycofanie obu samochodów Red Bulla. W Hiszpanii, Verstappen wywalczył pierwsze podium w sezonie, zajmując trzecie miejsce za kierowcami Mercedesa, walcząc z Sebastianem Vettelem. Jednak wyścig również nie był pozbawiony incydentów, ponieważ podczas okresu wirtualnego samochodu bezpieczeństwa, ponieważ uderzył w tył samochodu Lance’a Strolla, powodując niewielkie uszkodzenia przedniego skrzydła.
W trzeciej sesji treningowej do Grand Prix Monako, Verstappen uderzył w barierkę, wyjeżdżając z piętnastego zakrętu – ten wypadek bardzo przypominał incydent z tego samego miejsca dwa lata wcześniej. Jego zespół nie był w stanie naprawić samochodu na czas i do wyścigu ruszał z ostatniego pola startowego. Ostatecznie holenderski kierowca ukończył wyścig na dziewiątym miejscu, podczas gdy Ricciardo zwyciężył na ulicach Monte Carlo. Szef Red Bulla, Christian Horner powiedział po wyścigu, że Verstappen musi zmienić swoje podejście do rywalizacji w Formule 1. Po wyścigu w Monako, Verstappen miał 35 punktów i zajmował szóste miejsce, podczas gdy Ricciardo z dwoma zwycięstwami zajmował trzecią pozycję, mając dwa razy więcej punktów od Holendra.
W Kanadzie, Verstappen wygrał wszystkie trzy sesje treningowe i zajął trzecie miejsce w kwalifikacjach, będąc gorszym od Vettela o zaledwie 0,2 sekundy. Ostatecznie zajął trzecie miejsce i ustanowił najszybsze okrążenie wyścigu. Kolejny wyścig we Francji przyniósł mu drugie miejsce. W Austrii Holender ruszał z czwartego pola i wyprzedził Räikkönena, później korzystając z wycofania się Valtteriego Bottasa i nieudanej strategii pit-stopów i wycofania się Lewisa Hamiltona, zwyciężył w domowym wyścigu dla Red Bulla. W następnych trzech wyścigach udało mu się jedynie zdobyć czwarte miejsce w Grand Prix Niemiec. Po wyścigu na Węgrzech zbliżył się w klasyfikacji do swojego kolegi zespołowego do trzynastu punktów.
W drugiej połowie sezonu, kierowca Red Bulla wyraźnie odżył, zajmując miejsca na podium w wyścigach w Belgii, Singapurze, Japonii i Stanach Zjednoczonych. Następnie Verstappen wygrał wyścig o Grand Prix Meksyku, wyprzedzając na starcie Hamiltona i Ricciardo. W wyścigu o Grand Prix Brazylii wyprzedził Räikkönena, Vettela, Bottasa i Hamiltona, jądąc po zwycięstwo. Jednak później miał kolizję z dublowanym Esteban Oconem i ostatecznie przegrał z Hamiltonem, zajmując drugą pozycję. Po wyścigu, podczas ważenia kierowców, doszło do przepychanki Holendra z Francuzem, za co Verstappen otrzymał karę dwóch dni prac publicznych na rzecz FIA. Sezon zakończył trzecim miejscem w Abu Zabi. Holenderski kierowca ukończył sezon 2018 na czwartej pozycji z dorobkiem 249 punktów, zdobywając dwa zwycięstwa, jedenaście miejsc na podium i dwa najszybsze okrążenia.

#### 2019
Przed sezonem 2019, Red Bull Racing zmieniło dostawcę silników na Hondę. Ponadto nowym partnerem zespołowym Verstappena został Pierre Gasly. Do wyścigu w Australii zakwalifikował się na czwartej pozycji, kończąc wyścig o pozycję wyżej, co było pierwszym podium samochodu napędzanego silnikiem Honda od Grand Prix Wielkiej Brytanii 2008. W wyścigu w Bahrajnie był bliski zdobycia po raz drugi z rzędu trzeciego miejsca, jednak wyjazd samochodu bezpieczeństwa uniemożliwił mu wyprzedzenie Charles’a Leclerca, mającego problem z samochodem Ferrari i Holender dojechał na czwartej pozycji. Tę samą lokatę zdobył w dwóch następnych wyścigach, w Chinach i Azerbejdżanie. W Hiszpanii dojechał na trzeciej pozycji. Do wyścigu w Monako zakwalifikował się na trzeciej pozycji. W pit-lane doszło do rywalizacji z Bottasem, a Holender dojechał do mety za Lewisem Hamiltonem, jednak otrzymał karę doliczenia pięciu sekund do końcowego wyniku, przez co spadł na czwartą lokatę.
W Kanadzie w drugiej części sesji kwalifikacyjnej, ostatnie okrążenie Verstappena zostało utrudnione przez czerwoną flagę, spowodowaną przez wypadek Kevina Magnussena. To sprawiło, że zajął jedenaste miejsce w kwalifikacjach, kończąc ostatecznie na piątej pozycji. We Francji startował z czwartego pola startowego i na tej samej pozycji ukończył wyścig. W kwalifikacjach do Grand Prix Austrii Verstappen zajął trzecie miejsce, jednak ruszał z drugiego pola, po karze dla Hamiltona. Po starcie spadł na ósme miejsce, awansując w późniejszej części wyścigu na drugą pozycję. Na 69. okrążeniu dogonił Leclerca, spychając Monakijczyka na pobocze, gdzie doszło do drobnego kontaktu. Verstappen wygrał wyścig, co było również pierwszą wygraną samochodu z napędem Hondy od Grand Prix Węgier 2006. Podczas wyścigu o Grand Prix Wielkiej Brytanii został uderzony przez Sebastiana Vettela, wypychając Holendra na żwirowe pobocze. Verstappenowi udało się kontynuować wyścig, kończąc go na piątej pozycji.

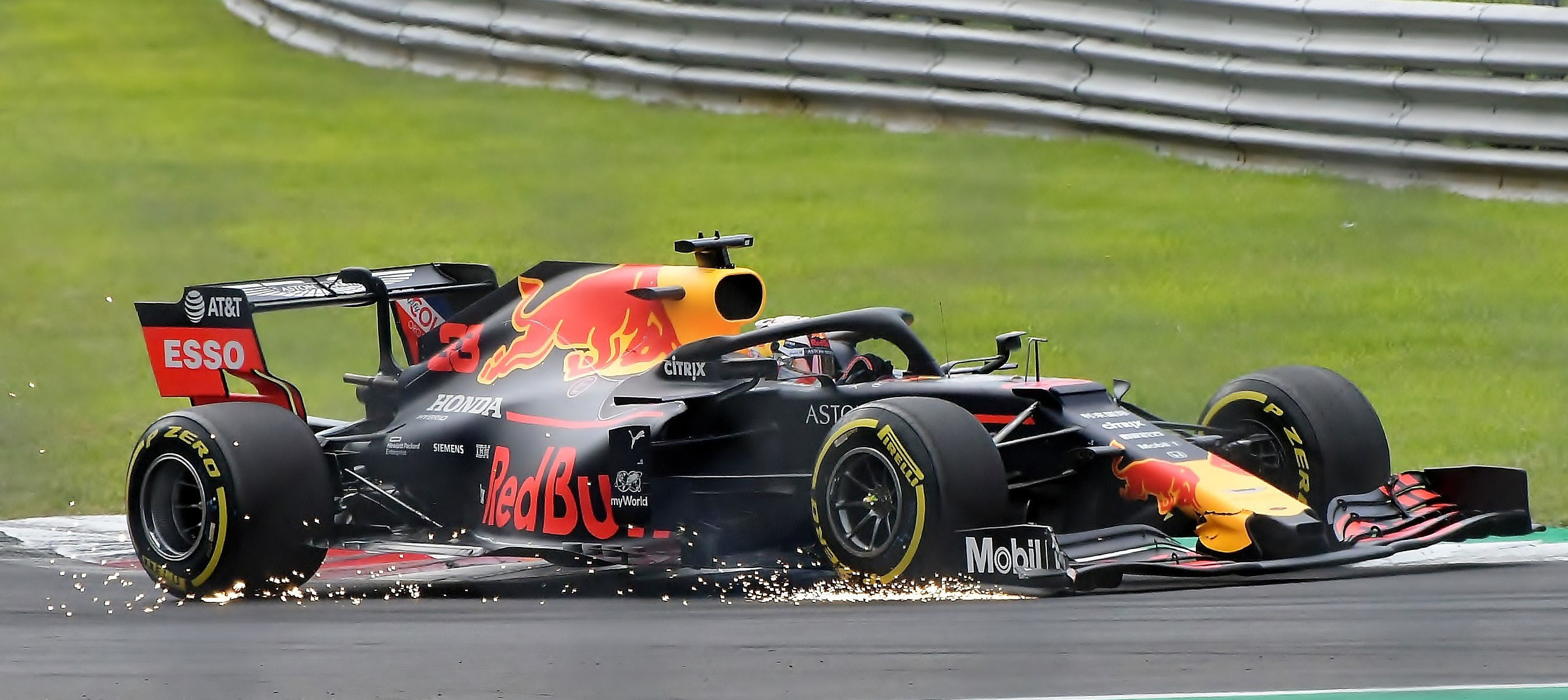
Max Verstappen podczas Grand Prix Włoch 2019

Wyścig o Grand Prix Niemiec, holenderski kierowca rozpoczął tak jak w Austrii, tracąc kilka miejsc. W połowie wyścigu został liderem wyścigu, po wypadku Hamiltona. Kiedy tor zaczął wysychać Verstappen powiększał przewagę nad rywalami i wygrał po raz drugi w sezonie. W kwalifikacjach do wyścigu na Węgrzech zdobył pierwsze w karierze pole position i prowadził przez większość wyścigu, jednak na ostatnich okrążeniach został wyprzedzony przez Lewisa Hamiltona i ostatecznie Verstappen dojechał drugi. Dobre występy kierowcy Red Bulla spowodowały, że Raymond Vermeulen, menadżer kierowcy i Helmut Marko, doradca Red Bull Racing nie wykluczali, że Verstappen będzie pretendentem w walce o mistrzostwo.
Przed Grand Prix Belgii, nowym partnerem zespołowym Verstappena został Alexander Albon, dotychczas startujący dla Toro Rosso, do którego trafił ponownie Pierre Gasly. Podczas rundy, Verstappen miał słaby start i zderzył się na pierwszym zakręcie z Kimim Räikkönenem, co spowodowało uszkodzenie zawieszenia i pierwszą w sezonie nieukończoną eliminację. W kwalifikacjach do Grand Prix Włoch nie ustanowił pomiarowego okrążenia, ponieważ w samochodzie Holendra wymieniono silnik i startowałby z końca stawki. Na pierwszym okrążeniu doszło do uszkodzenia przedniego skrzydła, jednak nie miało to później wpływ na wyścig, który ostatecznie ukończył na ósmej pozycji. W wyścigach w Singapurze i Rosji zajmował odpowiednio trzecią i czwartą lokatę. Po kolizji z Charles’em Leclerkiem w Japonii, Holender po raz drugi musiał przedwcześnie zakończyć swój start.
W kwalifikacjach do Grand Prix Meksyku, Verstappen zwyciężył, lecz otrzymał karę cofnięcia o trzy pozycję za ignorowanie żółtych flag po wypadku Valtteriego Bottasa. W wyścigu doszło do kontaktu z fińskim kierowcą, spadając o kilka pozycji, jednak udało mu się ukończyć eliminację na szóstej pozycji. W Stanach Zjednoczonych zajął trzecie miejsce. Do rundy w Brazylii ruszał z pole position. W chaotycznym wyścigu dwukrotnie wyprzedził Lewisa Hamiltona o prowadzenie, odnosząc trzecie zwycięstwo w sezonie. Ostatnią eliminację sezonu 2019, czyli Grand Prix Abu Zabi, Verstappen ukończył na drugim miejscu.
W klasyfikacji kierowców, Verstappen zajął trzecie miejsce z 278 punktami, zdobywając trzy zwycięstwa, dziewięć miejsc na podium, dwa pola position i trzy najszybsze okrążenia.

#### 2020
Przed sezonem 2020, Max Verstappen liczył, że będzie w stanie walczyć o tytuł mistrzowski. Do wyścigu o Grand Prix Austrii ruszał z drugiego pola startowego, jednak nie ukończył go z powodu problemów z samochodem. Przed startem do Grand Prix Węgier, Holender rozbił się w mokrych warunkach, gdy jechał na pola startowe, jednak mechanicy w porę naprawili samochód kierowcy, który ostatecznie dojechał do mety na drugiej pozycji.
Verstappen wygrał wyścig o Grand Prix 70-lecia Formuły 1, startując z czwartego pola. W wyścigach o Grand Prix Hiszpanii i Grand Prix Belgii, Verstappen dojeżdżał odpowiednio na drugiej i trzeciej pozycji. Kolejne dwie eliminacje, Grand Prix Włoch i Grand Prix Toskanii, Verstappen nie ukończył – na Monzy, w wyniku problemów z silnikiem na 30. okrążeniu, natomiast na torze Mugello najpierw spadł po starcie, z powodu włączenia w jego samochodzie trybu oszczędzania energii, a następnie wpadł w żwirowe pobocze. W dwóch następnych rundach, Grand Prix Rosji i Grand Prix Eifelu staje na drugim stopniu podium. O jedno miejsce niżej dojeżdża w Grand Prix Portugalii. W ostatnich pięciu wyścigach dwukrotnie nie dojechał do mety, był szósty w Turcji, drugi w Grand Prix Bahrajnu i pierwszy na zakończenie sezonu, w Abu Zabi.
W klasyfikacji kierowców, Verstappen zajął trzecie miejsce gromadząc 214 punktów, o dziewięć mniej od drugiego Valtteriego Bottasa z Mercedesa.

#### 2021
Sezon 2021 rozpoczęło Grand Prix Bahrajnu, które Verstappen zakończył na 2 miejscu, tuż za Lewisem Hamiltonem. W trakcie kolejnych rund nie schodził z podium, wygrywając wyścigi o Grand Prix Emilii-Romanii oraz Grand Prix Monako. Podczas Grand Prix Azerbejdżanu doszło do bardzo poważnego incydentu – na 45. okrążeniu w samochodzie Holendra (prowadzącego do tej pory w wyścigu) pękła opona, co doprowadziło do rozbicia auta i wywołało czerwoną flagę.
Verstappen wygrał kolejne trzy rundy (we Francji, Styrii i Austrii), dzięki czemu umocnił swoje prowadzenie w klasyfikacji generalnej nad drugim Hamiltonem. Podczas Grand Prix Wielkiej Brytanii na pierwszym okrążeniu doszło do kolizji pomiędzy startującym z pole position Holendrem, a Lewisem Hamiltonem, goniącym go po starcie z drugiego pola. W wyniku tego zdarzenia Verstappen rozbił się o bandy, a Hamilton otrzymał 10 sekund kary. Podczas następnej rundy, rozgrywanej na Węgrzech, Verstappen zajął 9. miejsce, jadąc autem uszkodzonym w wyniku kolizji na starcie wywołanej przez błąd Valtteriego Bottasa.
Grand Prix Belgii, pierwsza runda po letniej przerwie, zakończyło się skandalem. Na skutek intensywnych opadów deszczu stawka przejechała jedynie trzy okrążenia za samochodem bezpieczeństwa, po czym wyścig przerwano. Ówczesny regulamin stanowił, że jeśli przejechane zostanie mniej niż 75% dystansu wyścigu, przyznana zostanie jedynie połowa punktów i tak też się stało. Podczas Grand Prix Włoch Verstappen i Hamilton zderzyli się ze sobą, na skutek czego obaj kierowcy musieli wycofać się z wyścigu. Za winnego zdarzenia uznano Holendra i nałożono na niego karę trzech miejsc przesunięcia na starcie do kolejnego wyścigu.
Kolejne rundy Mistrzostwa Max Verstappen kończył na podium, wygrywając wyścigi o Grand Prix Stanów Zjednoczonych oraz Grand Prix Meksyku. Jego główny rywal do tytułu mistrza świata, Lewis Hamilton, odrobił w tym czasie stratę i przed dwoma ostatnimi rundami Mistrzostw obu kierowców dzieliło 8 punktów.
Podczas kwalifikacji do pierwszego w historii Grand Prix Arabii Saudyjskiej Verstappen jadąc w segmencie Q3 rekordowe okrążenie (rekordy w sektorach 1 i 2) zderzył się ze ścianą w zakręcie numer 27, wobec czego startował do wyścigu z trzeciej pozycji. Podczas samego wyścigu doszło do wielu kontrowersji, w tym kolizji między Verstappenem a Hamiltonem przy próbie oddania pozycji, po których Holender otrzymał łącznie 15 sekund kary. Wyścig zakończył się zwycięstwem Brytyjczyka, a Verstappen zajął drugie miejsce. W klasyfikacji generalnej Mistrzostw Świata obaj kierowcy mieli 369,5 punktu, jednakże prowadził Verstappen dzięki większej liczbie zwycięstw (9 do 8).
Finał sezonu miał miejsce podczas Grand Prix Abu Zabi. W kwalifikacjach Holender zdobył pole position, podczas gdy Hamilton zajął drugie pole startowe. Na starcie wyścigu Hamilton wyprzedził Verstappena. Na ostatnim okrążeniu, po restarcie wyścigu dokonanym w kontrowersyjnych okolicznościach, Verstappen skorzystał z przewagi świeżych opon i wyprzedził Lewisa. Mimo złożonych przez zespół Mercedes protestów, wyniki wyścigu zostały utrzymane w mocy, na skutek czego Verstappen zdobył swój pierwszy tytuł mistrza świata, wyprzedzając Brytyjczyka o 8 punktów.

#### 2022

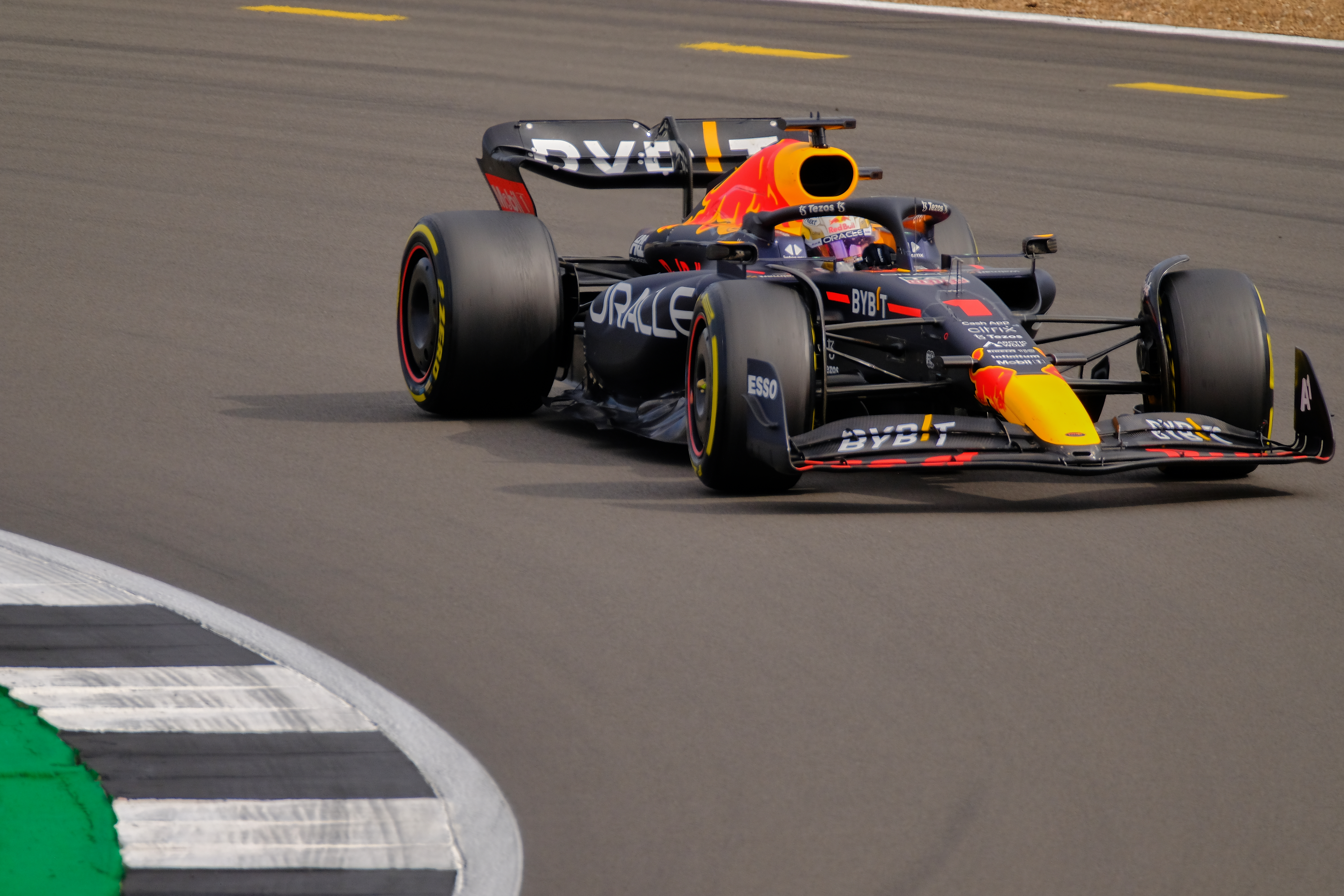
Max Verstappen podczas Grand Prix Wielkiej Brytanii 2022

Na początku marca Verstappen przedłużył kontrakt z Red Bull Racing do sezonu 2028.
Mimo startu do Grand Prix Bahrajnu z drugiej pozycji, Verstappen na trzy okrążenia przed końcem przedwcześnie zakończył wyścig poprzez usterkę jednostki napędowej. Następnie wygrał z Charles’em Leclerkiem w Arabii Saudyjskiej, by potem odpaść w Australii z powodu wycieku paliwa. W kolejnych trzech wyścigach Holender zwyciężył, dodatkowo wygrywając sprint przed Grand Prix Emilii-Romanii. Po zwycięstwie w Grand Prix Hiszpanii awansował na pozycję lidera. Verstappen po trzecim miejscu w Monako wygrał wyścigi w Azerbejdżanie i Kanadzie, a następnie w Grand Prix Wielkiej Brytanii miał kłopoty z nadwoziem, spowodowane rozerwaniem opony, przez co Holender zakończył wyścig na siódmym miejscu. W Austrii Verstappen zdobył pole position i wygrał sprint, jednak w samym wyścigu przegrał z Leclerkiem, przez co jego przewaga zmniejszyła się do 38 punktów.
Kolejne pięć wyścigów należało do Verstappena, mimo że do m.in. Grand Prix Węgier startował jako dziesiąty, a do Grand Prix Belgii, ruszał z czternastego pola, po karach za komponenty jednostki napędowej. Passę kierowcy Red Bulla przerwał jego kolega zespołowy Sergio Pérez, który wygrał wyścig o Grand Prix Singapuru. W ostatnich pięciu wyścigach, Holender wygrał czterokrotnie, zapewniając sobie mistrzostwo po Grand Prix Japonii.
W klasyfikacji kierowców, Verstappen zgromadził 454 punkty, wygrywając z Charles’em Leclerkiem o 146 punktów i dodatkowo doprowadził z Pérezem do pierwszego od 2013 tytułu dla Red Bull Racing w klasyfikacji konstruktorów.

#### 2023
Sezon 2023 okazał się dominujący dla Maksa Verstappena. W pierwszych czterech wyścigach, wygrywa dwukrotnie (w Bahrajnie i Australii), zaś w dwóch przegrał tylko z Sergio Pérezem. Następnie rozpoczęła się passa dziesięciu zwycięstw z rzędu, wygrywając także sprinty w Austrii i Belgii.
Po raz kolejny passa pierwszych miejsc została przerwana w Singapurze, gdzie najpierw odpadł w drugiej części sesji kwalifikacyjnej, a następnie zajął piąte miejsce. Tydzień później wygrał Grand Prix Japonii, zapewniając drugie mistrzostwo z rzędu dla Red Bulla, a następnie po drugim miejscu w sprincie w Katarze obronił tytuł mistrzowski, wygrywając wszystkie wyścigi do końca sezonu. W sumie Max Verstappen zdobył 575 punktów, dwa razy więcej od partnera zespołowego. Wygrał w sumie 19 wyścigów.

#### 2024
Kolejną obronę tytułu Verstappen rozpoczął kontynuując dominację z poprzedniego sezonu – w pierwszych 10 rundach 8 razy stał na podium, w tym 7 na pierwszym miejscu. Trzecia runda sezonu – GP Australii – zakończyła się dla Holendra po zaledwie trzech okrążeniach, gdyż z powodu awarii hamulców musiał wycofać się z wyścigu. W międzyczasie zauważalna była poprawa osiągów kierowców McLarena, w szczególności Lando Norrisa, a jednocześnie Red Bull zaczął przejawiać coraz poważniejsze problemy.
Po zwycięskim dla Verstappena Grand Prix Hiszpanii nastąpiła seria 10 wyścigów bez zwycięstwa holenderskiego kierowcy. W międzyczasie Norris wyraźnie zmniejszył stratę w klasyfikacji generalnej kierowców, a Red Bull utracił prowadzenie w klasyfikacji konstruktorów. Po wyścigach w USA oraz Meksyku narosły kontrowersje wokół agresywnego stylu jazdy trzykrotnego mistrza świata. Podczas rundy w Meksyku Verstappen dwukrotnie otrzymał karę 10 sekund za starcia z Norrisem, które zostały uznane przez sędziów za nieregulaminowe. Dodatkowej oliwy do ognia dolały jego wypowiedzi, sugerujące gorsze traktowanie z uwagi na narodowość.
Przełamanie serii bez zwycięstwa nadeszło podczas Grand Prix São Paulo, rozgrywanego w bardzo trudnych, deszczowych warunkach. Verstappen, po starcie z P17 (kara 5 miejsc za nadprogramowy silnik), bardzo szybko przebił się do czołówki. Wykorzystując wyjazd samochodu bezpieczeństwa i czerwoną flagę po wypadku Franco Colapinto, Holender wyszedł na prowadzenie, którego nie oddał już do końca wyścigu. W związku ze słabszym występem Norrisa, zwycięstwo Verstappena w Brazylii oznaczało, że już podczas rundy w Las Vegas może on sobie zagwarantować czwarty tytuł mistrza świata z rzędu.
Ukończył Grand Prix Las Vegas na piątej pozycji, wyprzedzając szóstego Lando Norrisa, czym przypieczętował swój czwarty tytuł mistrza świata. Zajął pierwsze miejsce w kwalifikacjach do Grand Prix Kataru, ale przez decyzję sędziów został cofnięty o pole startowe i ruszał z drugiego miejsca. Nie przeszkodziło mu to w odniesieniu zwycięstwa w samym Grand Prix Kataru. Sezon zakończył zajęciem szóstego miejsca w wyścigu o Grand Prix Abu Zabi.

## Współpraca z Viaplay
Od stycznia 2022 Verstappen jest ambasadorem zawodów Formuły 1 dla międzynarodowego serwisu streamingowego Viaplay, który w kilkunastu krajach świata posiada prawa do ich transmisji. Kierowca występuje w spotach promujących współpracę najbardziej prestiżowej organizacji wyścigów samochodowych z platformą. W marcu tego samego roku premierę miał oryginalny serial dokumentalny Viaplay pod tytułem „Verstappen – Lion Unleashed", w którym przedstawia tajniki Formuły 1. Na bieżąco są też tworzone różnego rodzaju materiały z jego udziałem.

## Zespół Verstappen.com Racing
W 2022 roku Verstappen uruchomił własny zespół ścigający się pod marką Verstappen.com Racing, wspierany przez Red Bull, początkowo głównie wirtualnie (sim racing) oraz w rajdach w ramach kariery jego ojca, Josa. W 2025 roku drużyna zadebiutowała jako samodzielny zespół w GT World Challenge Europe Endurance Cup, wystawiając jeden egzemplarz Aston Martin Vantage AMR GT3 Evo (#33) obsługiwany przez 2 Seas Motorsport. W skład kierowców weszli Thierry Vermeulen, Chris Lulham (wcześniej sim racer) i Harry King.
W maju 2025 roku Verstappen.com Racing zdobył swój pierwszy triumf – wygrał kategorię Gold Cup podczas prestiżowego 24 Hours of Spa, a zespół uplasował się na 9. miejscu w klasyfikacji generalnej.
W ramach programu na 2025 rok przewidziany jest również debiut sekcji Verstappen.com Racing Pro Simulation – profesjonalnego centrum symulatorowego, które ma wspierać zarówno wirtualnych, jak i rzeczywistych kierowców wyścigowych, zgodnie z celami Verstappena.

## Życie prywatne
Max Emilian Verstappen urodził się 30 września 1997 w belgijskim Hasselt. Jego rodzina przez wiele lat działa w sportach motorowych. Jego ojciec, Jos Verstappen, startował w Formule 1 w sezonach 1994–2003, uczestnicząc w 107 wyścigach, zdobywając siedemnaście punktów, dwukrotnie stając na podium. Jego matka, Sophie Kumpen startowała w kartingu, natomiast jego wuj, Anthony Kumpen zdobywał tytuły mistrzowskie w 2014 i w 2016 w serii NASCAR Whelen Euro Series i obecnie jest kierownikiem zespołu PK Carsport w tychże mistrzostwach.
Verstappen posiada dwa obywatelstwa – belgijskie (ze względu na fakt, iż jego matka jest Belgijką) i holenderskie. Choć mieszkał w Bree, to postanowił jeździć z holenderską licencją, gdyż „bardziej czuje się Holendrem”, ponadto z powodu działalności kartingowej więcej czasu spędzał z ojcem niż z matką, dodatkowo w okresie dorastania przebywał wśród Holendrów w Maaseik, miasteczku położonego blisko granicy belgijsko-holenderskiej.
Verstappen rozpoczął starty w Formule 1, nie posiadając prawa jazdy – dokument ten uzyskał w dniu osiemnastych urodzin. Od października 2015 kierowca mieszka w Monako, zaprzeczając jednocześnie, że przeprowadził się z powodu korzyści w monakijskim prawie podatkowym
Od 2020 roku związany jest z Kelly Piquet, córką Nelsona Piqueta. Od 2 maja 2025 jest ojcem Lily Verstappen.

## Wyniki
| Legenda oznaczeń w tabelach wyników Wyświetl szablon na nowej stronie | Legenda oznaczeń w tabelach wyników Wyświetl szablon na nowej stronie                                                                     |
| Oznaczenie                                                            | Wyjaśnienie |
| --------------------------------------------------------------------- | --- |
| Złoty                                                                 | Zwycięzca lub mistrzostwo |
| Srebrny                                                               | 2. miejsce lub wicemistrzostwo |
| Brązowy                                                               | 3. miejsce lub II wicemistrzostwo |
| Zielony                                                               | Ukończył, punktował (w klasyfikacji generalnej, gdy zdobył co najmniej jeden punkt na przestrzeni sezonu, poza trzema powyższymi opcjami) |
| Niebieski                                                             | Ukończył, nie punktował (w klasyfikacji generalnej, gdy nie zdobył co najmniej jednego punktu na przestrzeni sezonu)                      |
| Czerwony                                                              | Nie zakwalifikował się (NZ) |
| Czerwony                                                              | Nie prekwalifikował się (NPK) |
| Różowy                                                                | Nie ukończył (NU) |
| Różowy                                                                | Niesklasyfikowany (NS) (w klasyfikacji generalnej, gdy nie został sklasyfikowany w żadnym wyścigu sezonu)                                 |
| Czarny                                                                | Zdyskwalifikowany (DK) |
| Czarny                                                                | Wykluczony (WYK/EX) |
| Biały                                                                 | Nie wystartował (NW) |
| Biały                                                                 | Kontuzjowany (K/INJ) |
| Biały                                                                 | Wyścig odwołany (OD/C) |
| Bez koloru                                                            | Został wycofany (WYC/WD) |
| Bez koloru                                                            | Nie przybył (NP/DNA) |
| Bez koloru                                                            | Nie brał udziału w treningach (NT/DNP) |
| Bez koloru                                                            | Nie został zgłoszony (–) |
| Pogrubienie                                                           | Start z pole position |
| Kursywa                                                               | Najszybsze okrążenie wyścigu |
| †                                                                     | Nie ukończył, ale jego rezultat został zaliczony ze względu na przejechanie więcej niż 90% dystansu wyścigu.                              |
| *                                                                     | Sezon w trakcie |
| 1/2/3                                                                 | Punktowana pozycja w sprincie |
| Lista systemów punktacji Formuły 1                                    | |

### Europejska Formuła 3
| Rok  | Zespół                | Silnik     | Wyniki w poszczególnych eliminacjach | Wyniki w poszczególnych eliminacjach | Wyniki w poszczególnych eliminacjach | Wyniki w poszczególnych eliminacjach | Wyniki w poszczególnych eliminacjach | Wyniki w poszczególnych eliminacjach | Wyniki w poszczególnych eliminacjach | Wyniki w poszczególnych eliminacjach | Wyniki w poszczególnych eliminacjach | Wyniki w poszczególnych eliminacjach | Wyniki w poszczególnych eliminacjach | Wyniki w poszczególnych eliminacjach | Wyniki w poszczególnych eliminacjach | Wyniki w poszczególnych eliminacjach | Wyniki w poszczególnych eliminacjach | Wyniki w poszczególnych eliminacjach | Wyniki w poszczególnych eliminacjach | Wyniki w poszczególnych eliminacjach | Wyniki w poszczególnych eliminacjach | Wyniki w poszczególnych eliminacjach | Wyniki w poszczególnych eliminacjach | Wyniki w poszczególnych eliminacjach | Wyniki w poszczególnych eliminacjach | Wyniki w poszczególnych eliminacjach | Wyniki w poszczególnych eliminacjach | Wyniki w poszczególnych eliminacjach | Wyniki w poszczególnych eliminacjach | Wyniki w poszczególnych eliminacjach | Wyniki w poszczególnych eliminacjach | Wyniki w poszczególnych eliminacjach | Wyniki w poszczególnych eliminacjach | Wyniki w poszczególnych eliminacjach | Wyniki w poszczególnych eliminacjach | Punkty | Pozycja |
| ---- | --------------------- | ---------- | ------------------------------------ | ------------------------------------ | ------------------------------------ | ------------------------------------ | ------------------------------------ | ------------------------------------ | ------------------------------------ | ------------------------------------ | ------------------------------------ | ------------------------------------ | ------------------------------------ | ------------------------------------ | ------------------------------------ | ------------------------------------ | ------------------------------------ | ------------------------------------ | ------------------------------------ | ------------------------------------ | ------------------------------------ | ------------------------------------ | ------------------------------------ | ------------------------------------ | ------------------------------------ | ------------------------------------ | ------------------------------------ | ------------------------------------ | ------------------------------------ | ------------------------------------ | ------------------------------------ | ------------------------------------ | ------------------------------------ | ------------------------------------ | ------------------------------------ | ------ | ------- |
| 2014 | Van Amersfoort Racing | Volkswagen | SIL 1                                | SIL 2                                | SIL 3                                | HOC 1                                | HOC 2                                | HOC 3                                | PAU 1                                | PAU 2                                | PAU 3                                | HUN 1                                | HUN 2                                | HUN 3                                | SPA 1                                | SPA 2                                | SPA 3                                | NOR 1                                | NOR 2                                | NOR 3                                | MSC 1                                | MSC 2                                | MSC 3                                | RBR 1                                | RBR 2                                | RBR 3                                | NÜR 1                                | NÜR 2                                | NÜR 3                                | IMO 1                                | IMO 2                                | IMO 3                                | HOC 1                                | HOC 2                                | HOC 3                                | 411    | 3       |
| 2014 | Van Amersfoort Racing | Volkswagen | NU                                   | 5                                    | 2                                    | NU                                   | NW                                   | 1                                    | 3                                    | NU                                   | NU                                   | NU                                   | 16                                   | 4                                    | 1                                    | 1                                    | 1                                    | 1                                    | 1                                    | 0                                    | 3                                    | NU                                   | 2                                    | 5                                    | 4                                    | 12                                   | 1                                    | NU                                   | 3                                    | NU                                   | 2                                    | 1                                    | 1                                    | 5                                    | 6                                    | 411    | 3       |

### Formuła 1
| Rok  | Zespół                       | Samochód         | Silnik                         | Wyniki w poszczególnych eliminacjach | Wyniki w poszczególnych eliminacjach | Wyniki w poszczególnych eliminacjach | Wyniki w poszczególnych eliminacjach | Wyniki w poszczególnych eliminacjach | Wyniki w poszczególnych eliminacjach | Wyniki w poszczególnych eliminacjach | Wyniki w poszczególnych eliminacjach | Wyniki w poszczególnych eliminacjach | Wyniki w poszczególnych eliminacjach | Wyniki w poszczególnych eliminacjach | Wyniki w poszczególnych eliminacjach | Wyniki w poszczególnych eliminacjach | Wyniki w poszczególnych eliminacjach | Wyniki w poszczególnych eliminacjach | Wyniki w poszczególnych eliminacjach | Wyniki w poszczególnych eliminacjach | Wyniki w poszczególnych eliminacjach | Wyniki w poszczególnych eliminacjach | Wyniki w poszczególnych eliminacjach | Wyniki w poszczególnych eliminacjach | Wyniki w poszczególnych eliminacjach | Wyniki w poszczególnych eliminacjach | Wyniki w poszczególnych eliminacjach | Punkty | Pozycja |
| ---- | ---------------------------- | ---------------- | ------------------------------ | ------------------------------------ | ------------------------------------ | ------------------------------------ | ------------------------------------ | ------------------------------------ | ------------------------------------ | ------------------------------------ | ------------------------------------ | ------------------------------------ | ------------------------------------ | ------------------------------------ | ------------------------------------ | ------------------------------------ | ------------------------------------ | ------------------------------------ | ------------------------------------ | ------------------------------------ | ------------------------------------ | ------------------------------------ | ------------------------------------ | ------------------------------------ | ------------------------------------ | ------------------------------------ | ------------------------------------ | ------ | ------- |
| 2015 | Scuderia Toro Rosso          | Toro Rosso STR10 | Renault Energy F1-2015 1.6 V6T | Australia                            | Malezja                              |                                      | Bahrajn                              | Hiszpania                            | Monako                               | Kanada                               | Austria                              | Wielka Brytania                      | Węgry                                | Belgia                               | Włochy                               | Singapur                             | Japonia                              | Rosja                                | Stany Zjednoczone                    | Meksyk                               | Brazylia                             | Zjednoczone Emiraty Arabskie         |                                      |                                      |                                      |                                      |                                      | 49     | 12      |
| 2015 | Scuderia Toro Rosso          | Toro Rosso STR10 | Renault Energy F1-2015 1.6 V6T | NU                                   | 7                                    | 17†                                  | NU                                   | 11                                   | NU                                   | 15                                   | 8                                    | NU                                   | 4                                    | 8                                    | 12                                   | 8                                    | 9                                    | 10                                   | 4                                    | 9                                    | 9                                    | 16                                   |                                      |                                      |                                      |                                      |                                      | 49     | 12      |
| 2016 | Scuderia Toro Rosso          | Toro Rosso STR11 | Ferrari 059/3 1.6 V6T          | Australia                            | Bahrajn                              |                                      | Rosja                                | Hiszpania                            | Monako                               | Kanada                               | Unia Europejska                      | Austria                              | Wielka Brytania                      | Węgry                                | Niemcy                               | Belgia                               | Włochy                               | Singapur                             | Malezja                              | Japonia                              | Stany Zjednoczone                    | Meksyk                               | Brazylia                             | Zjednoczone Emiraty Arabskie         |                                      |                                      |                                      | 204    | 5       |
| 2016 | Scuderia Toro Rosso          | Toro Rosso STR11 | Ferrari 059/3 1.6 V6T          | 10                                   | 6                                    | 8                                    | NU                                   | –                                    | –                                    | –                                    | –                                    | –                                    | –                                    | –                                    | –                                    | –                                    | –                                    | –                                    | –                                    | –                                    | –                                    | –                                    | –                                    | –                                    |                                      |                                      |                                      | 204    | 5       |
| 2016 | Red Bull Racing              | Red Bull RB12    | TAG Heuer 1.6 V6T              | –                                    | –                                    | –                                    | –                                    | 1                                    | NU                                   | 4                                    | 8                                    | 2                                    | 2                                    | 5                                    | 3                                    | 11                                   | 7                                    | 6                                    | 2                                    | 2                                    | NU                                   | 4                                    | 3                                    | 4                                    |                                      |                                      |                                      | 204    | 5       |
| 2017 | Red Bull Racing              | Red Bull RB13    | TAG Heuer 1.6 V6T              | Australia                            |                                      | Bahrajn                              | Rosja                                | Hiszpania                            | Monako                               | Kanada                               | Azerbejdżan                          | Austria                              | Wielka Brytania                      | Węgry                                | Belgia                               | Włochy                               | Singapur                             | Malezja                              | Japonia                              | Stany Zjednoczone                    | Meksyk                               | Brazylia                             | Zjednoczone Emiraty Arabskie         |                                      |                                      |                                      |                                      | 168    | 6       |
| 2017 | Red Bull Racing              | Red Bull RB13    | TAG Heuer 1.6 V6T              | 5                                    | 3                                    | NU                                   | 5                                    | NU                                   | 5                                    | NU                                   | NU                                   | NU                                   | 4                                    | 5                                    | NU                                   | 10                                   | NU                                   | 1                                    | 2                                    | 4                                    | 1                                    | 5                                    | 5                                    |                                      |                                      |                                      |                                      | 168    | 6       |
| 2018 | Aston Martin Red Bull Racing | Red Bull RB14    | TAG Heuer 1.6 V6T              | Australia                            | Bahrajn                              |                                      | Azerbejdżan                          | Hiszpania                            | Monako                               | Kanada                               | Francja                              | Austria                              | Wielka Brytania                      | Niemcy                               | Węgry                                | Belgia                               | Włochy                               | Singapur                             | Rosja                                | Japonia                              | Stany Zjednoczone                    | Meksyk                               | Brazylia                             | Zjednoczone Emiraty Arabskie         |                                      |                                      |                                      | 249    | 4       |
| 2018 | Aston Martin Red Bull Racing | Red Bull RB14    | TAG Heuer 1.6 V6T              | 6                                    | NU                                   | 5                                    | NU                                   | 3                                    | 9                                    | 3                                    | 2                                    | 1                                    | 15†                                  | 4                                    | NU                                   | 3                                    | 5                                    | 2                                    | 5                                    | 3                                    | 2                                    | 1                                    | 2                                    | 3                                    |                                      |                                      |                                      | 249    | 4       |
| 2019 | Aston Martin Red Bull Racing | Red Bull RB15    | Honda RA619H 1.6 V6T           | Australia                            | Bahrajn                              |                                      | Azerbejdżan                          | Hiszpania                            | Monako                               | Kanada                               | Francja                              | Austria                              | Wielka Brytania                      | Niemcy                               | Węgry                                | Belgia                               | Włochy                               | Singapur                             | Rosja                                | Japonia                              | Meksyk                               | Stany Zjednoczone                    | Brazylia                             | Zjednoczone Emiraty Arabskie         |                                      |                                      |                                      | 278    | 3       |
| 2019 | Aston Martin Red Bull Racing | Red Bull RB15    | Honda RA619H 1.6 V6T           | 3                                    | 4                                    | 4                                    | 4                                    | 3                                    | 4                                    | 5                                    | 4                                    | 1                                    | 5                                    | 1                                    | 2                                    | NU                                   | 8                                    | 3                                    | 4                                    | NU                                   | 6                                    | 3                                    | 1                                    | 2                                    |                                      |                                      |                                      | 278    | 3       |
| 2020 | Aston Martin Red Bull Racing | Red Bull RB16    | Honda RA620H 1.6 V6T           | Austria                              |                                      | Węgry                                | Wielka Brytania                      | Wielka Brytania                      | Hiszpania                            | Belgia                               | Włochy                               | Włochy                               | Rosja                                | Niemcy                               | Portugalia                           | Włochy                               | Turcja                               | Bahrajn                              | Bahrajn                              | Zjednoczone Emiraty Arabskie         |                                      |                                      |                                      |                                      |                                      |                                      |                                      | 214    | 3       |
| 2020 | Aston Martin Red Bull Racing | Red Bull RB16    | Honda RA620H 1.6 V6T           | NU                                   | 3                                    | 2                                    | 2                                    | 1                                    | 2                                    | 3                                    | NU                                   | NU                                   | 2                                    | 2                                    | 3                                    | NU                                   | 6                                    | 2                                    | NU                                   | 1                                    |                                      |                                      |                                      |                                      |                                      |                                      |                                      | 214    | 3       |
| 2021 | Red Bull Racing Honda        | Red Bull RB16B   | Honda RA621H 1.6 V6T           | Bahrajn                              | Włochy                               | Portugalia                           | Hiszpania                            | Monako                               | Azerbejdżan                          | Francja                              |                                      | Austria                              | Wielka Brytania                      | Węgry                                | Belgia                               | Holandia                             | Włochy                               | Rosja                                | Turcja                               | Stany Zjednoczone                    | Meksyk                               | Brazylia                             | Katar                                | Arabia Saudyjska                     | Zjednoczone Emiraty Arabskie         |                                      |                                      | 395,5  | 1       |
| 2021 | Red Bull Racing Honda        | Red Bull RB16B   | Honda RA621H 1.6 V6T           | 2                                    | 1                                    | 2                                    | 2                                    | 1                                    | 18†                                  | 1                                    | 1                                    | 1                                    | NU1                                  | 9                                    | 1‡                                   | 1                                    | NU2                                  | 2                                    | 2                                    | 1                                    | 1                                    | 2²                                   | 2                                    | 2                                    | 1                                    |                                      |                                      | 395,5  | 1       |
| 2022 | Oracle Red Bull Racing       | Red Bull RB18    | Red Bull RBPTH001 1.6 V6T      | Bahrajn                              | Arabia Saudyjska                     | Australia                            | Włochy                               | Stany Zjednoczone                    | Hiszpania                            | Monako                               | Azerbejdżan                          | Kanada                               | Wielka Brytania                      | Austria                              | Francja                              | Węgry                                | Belgia                               | Holandia                             | Włochy                               | Singapur                             | Japonia                              | Stany Zjednoczone                    | Meksyk                               | Brazylia                             | Zjednoczone Emiraty Arabskie         |                                      |                                      | 454    | 1       |
| 2022 | Oracle Red Bull Racing       | Red Bull RB18    | Red Bull RBPTH001 1.6 V6T      | 19†                                  | 1                                    | NU                                   | 1                                    | 1                                    | 1                                    | 3                                    | 1                                    | 1                                    | 7                                    | 21                                   | 1                                    | 1                                    | 1                                    | 1                                    | 1                                    | 7                                    | 1                                    | 1                                    | 1                                    | 64                                   | 1                                    |                                      |                                      | 454    | 1       |
| 2023 | Oracle Red Bull Racing       | Red Bull RB19    | Honda RBPTH001 1.6 V6T         | Bahrajn                              | Arabia Saudyjska                     | Australia                            | Azerbejdżan                          | Stany Zjednoczone                    | Monako                               | Hiszpania                            | Kanada                               | Austria                              | Wielka Brytania                      | Węgry                                | Belgia                               | Holandia                             | Włochy                               | Singapur                             | Japonia                              | Katar                                | Stany Zjednoczone                    | Meksyk                               | Brazylia                             | Stany Zjednoczone                    | Zjednoczone Emiraty Arabskie         |                                      |                                      | 575    | 1       |
| 2023 | Oracle Red Bull Racing       | Red Bull RB19    | Honda RBPTH001 1.6 V6T         | 1                                    | 2                                    | 1                                    | 23                                   | 1                                    | 1                                    | 1                                    | 1                                    | 1                                    | 1                                    | 1                                    | 1                                    | 1                                    | 1                                    | 5                                    | 1                                    | 12                                   | 1                                    | 1                                    | 1                                    | 1                                    | 1                                    |                                      |                                      | 575    | 1       |
| 2024 | Oracle Red Bull Racing       | Red Bull RB20    | Red Bull RBPTH002 1.6 V6T      | Bahrajn                              | Arabia Saudyjska                     | Australia                            | Japonia                              |                                      | Stany Zjednoczone                    | Włochy                               | Monako                               | Kanada                               | Hiszpania                            | Austria                              | Wielka Brytania                      | Węgry                                | Belgia                               | Holandia                             | Włochy                               | Azerbejdżan                          | Singapur                             | Stany Zjednoczone                    | Meksyk                               | Brazylia                             | Stany Zjednoczone                    | Katar                                | Zjednoczone Emiraty Arabskie         | 437    | 1       |
| 2024 | Oracle Red Bull Racing       | Red Bull RB20    | Red Bull RBPTH002 1.6 V6T      | 1                                    | 1                                    | NU                                   | 1                                    | 1                                    | 21                                   | 1                                    | 6                                    | 1                                    | 1                                    | 51                                   | 2                                    | 5                                    | 4                                    | 2                                    | 6                                    | 5                                    | 2                                    | 31                                   | 6                                    | 14                                   | 5                                    | 16                                   | 6                                    | 437    | 1       |
| 2025 | Oracle Red Bull Racing       | Red Bull RB21    | Red Bull RBPTH002 1.6 V6T      | Australia                            |                                      | Japonia                              | Bahrajn                              | Arabia Saudyjska                     | Stany Zjednoczone                    | Włochy                               | Monako                               | Hiszpania                            | Kanada                               | Austria                              | Wielka Brytania                      | Belgia                               | Węgry                                | Holandia                             | Włochy                               | Azerbejdżan                          | Singapur                             | Stany Zjednoczone                    | Meksyk                               | Brazylia                             | Stany Zjednoczone                    | Katar                                | Zjednoczone Emiraty Arabskie         | 155*   | 3*      |
| 2025 | Oracle Red Bull Racing       | Red Bull RB21    | Red Bull RBPTH002 1.6 V6T      | 2                                    | 4                                    | 1                                    | 6                                    | 2                                    | 4                                    | 1                                    | 4                                    | 10                                   | 2                                    | NK                                   | 5                                    |                                      |                                      |                                      |                                      |                                      |                                      |                                      |                                      |                                      |                                      |                                      |                                      | 155*   | 3*      |

‡ – Przyznano połowę punktów, gdyż zostało przejechane mniej niż 75% wyścigu.

### Podsumowanie
| Sezon | Seria                 | Zespół                       | Wyścigi | Zwycięstwa | Pozycja startowa | Podium | Punkty | Pozycja |
| ----- | --------------------- | ---------------------------- | ------- | ---------- | ---------------- | ------ | ------ | ------- |
| 2014  | Florida Winter Series |                              | 12      | 2          | 3                | 5      | 0      | NS†     |
| 2014  | Europejska Formuła 3  | Van Amersfoort Racing        | 32      | 10         | 7                | 16     | 411    | 3       |
| 2014  | Zandvoort Masters     | Motopark Academy             | 1       | 1          | 1                | 1      | N/A    | 1       |
| 2014  | Grand Prix Makau      | Van Amersfoort Racing        | 1       | 0          | 0                | 0      | N/A    | 7       |
| 2015  | Formuła 1             | Scuderia Toro Rosso          | 19      | 0          | 0                | 0      | 49     | 12      |
| 2016  | Formuła 1             | Scuderia Toro Rosso          | 4       | 0          | 0                | 0      | 204    | 5       |
| 2016  | Formuła 1             | Red Bull Racing              | 17      | 1          | 0                | 7      | 204    | 5       |
| 2017  | Formuła 1             | Red Bull Racing              | 20      | 2          | 0                | 4      | 168    | 6       |
| 2018  | Formuła 1             | Aston Martin Red Bull Racing | 21      | 2          | 0                | 11     | 249    | 4       |
| 2019  | Formuła 1             | Aston Martin Red Bull Racing | 21      | 3          | 2                | 9      | 278    | 3       |
| 2020  | Formuła 1             | Aston Martin Red Bull Racing | 17      | 2          | 1                | 11     | 214    | 3       |
| 2021  | Formuła 1             | Red Bull Racing              | 22      | 10         | 10               | 18     | 395,5  | 1       |
| 2022  | Formuła 1             | Oracle Red Bull Racing       | 22      | 15         | 8                | 17     | 454    | 1       |
| 2023  | Formuła 1             | Oracle Red Bull Racing       | 22      | 19         | 12               | 21     | 575    | 1       |
| 2024  | Formuła 1             | Oracle Red Bull Racing       | 17      | 7          | 8                | 10     | 313    | 1       |

## Rekordy
Verstappen jest posiadaczem następujących rekordów w Formule 1:
| Rekord                                                          | Liczba          | Okoliczność                                   |
| --------------------------------------------------------------- | --------------- | --------------------------------------------- |
| Najmłodszy kierowca, który wziął udział w weekendzie Grand Prix | 17 lat, 3 dni   | Grand Prix Japonii 2014                       |
| Najmłodszy kierowca, który wziął udział w wyścigu               | 17 lat, 166 dni | Grand Prix Australii 2015                     |
| Najmłodszy kierowca, który zdobył punkty w wyścigu              | 17 lat, 180 dni | Grand Prix Malezji 2015                       |
| Najmłodszy kierowca, który wygrał wyścig                        | 18 lat, 228 dni | Grand Prix Hiszpanii 2016                     |
| Najmłodszy kierowca, który prowadził w wyścigu                  | 18 lat, 228 dni | Grand Prix Hiszpanii 2016                     |
| Najmłodszy kierowca, który stanął na podium                     | 18 lat, 228 dni | Grand Prix Hiszpanii 2016                     |
| Najmłodszy kierowca, który wykonał najszybsze okrążenie         | 19 lat, 44 dni  | Grand Prix Brazylii 2016                      |
| Rekord okrążenia Autódromo José Carlos Pace                     | 1:11,044        | Grand Prix Brazylii 2017                      |
| Rekord okrążenia Yas Marina Circuit                             | 1:26,103        | Grand Prix Abu Zabi 2021                      |
| Najwięcej wygranych wyścigów w jednym sezonie                   | 19              | 2023                                          |
| Najwięcej punktów w jednym sezonie                              | 575             | 2023                                          |
| Najwięcej zwycięstw z rzędu                                     | 10              | Grand Prix Miami 2023 – Grand Prix Włoch 2023 |

## Nagrody i nominacje
| Rok                         | Nagroda                     | Kategoria                | Wynik   |
| --------------------------- | --------------------------- | ------------------------ | ------- |
| 2015                        | Autosport Award             | Debiutant roku           | Laureat |
| 2015                        | Gala FIA                    | Najlepszy młody kierowca | Laureat |
| 2015                        | Gala FIA                    | Osobowość roku           | Laureat |
| 2015                        | Gala FIA                    | Najlepsza akcja roku     | Laureat |
| 2016                        |                             |                          |         |
| Laureus World Sports Awards | Przełom roku                | Nominacja                |         |
| Trofeum Lorenzo Bandiniego  |                             | Laureat                  |         |
| Gala FIA                    | Osobowość roku              | Laureat                  |         |
| Gala FIA                    | Najlepsza akcja roku        | Laureat                  |         |
| 2022                        | Laureus World Sports Awards | Sportowiec roku          | Laureat |

## Odznaczenia
- Oficer Orderu Oranje-Nassau (2022)[158]